# Robert La Tourneaux
Robert La Tourneaux (10 de agosto de 1940 – 3 de junho de 1986) foi um ator americano mais conhecido por seu papel de Cowboy, o prostituto bem-humorado, mas obscuro, contratado como presente de aniversário para um homem gay, na produção original off-Broadway e versão cinematográfica de 1970 de The Boys in the Band.

## Biografia
Robert Earl LaTurno nasceu em St. Louis, Missouri, filho de James e Lucille LaTurno entre 8 e 15 de agosto de 1940.
La Tourneaux fez sua estreia no teatro da Broadway no musical Illya Darling de 1967, ao mesmo tempo em que interpretava o papel de Mike Powers na novela da NBC The Doctors. Em 1968, fez parte do elenco da peça The Boys in the Band, de Mart Crowley, que estreou em 14 de abril de 1968, no Theatre Four, em Nova Iorque. O anúncio da versão cinematográfica usava fotos da cabeça de Leonard Frey e La Tourneaux, com La Tourneaux identificado como o "presente" para o personagem de Frey que comemorava o aniversário. Muitos jornais se recusaram a publicar o anúncio.
Depois que a versão cinematográfica de The Boys in the Band foi lançada, a carreira de La Tourneaux declinou. Suas únicas outras atuações no cinema foram um papel coadjuvante no filme de Roger Corman, Von Richthofen and Brown (1971) e no filme independente Pilgrimage. Ele também teve um pequeno papel em uma versão feita para a televisão de 1974 da peça de Maxim Gorky, Enemies.
No palco, La Tourneaux apareceu em um pequeno papel em uma remontagem da Broadway de O Mercador de Veneza; ele estava programado para aparecer na produção da Broadway de 1977 de Vieux Carré, de Tennessee Williams, mas foi retirado do elenco antes da abertura do show.
O assumidamente gay La Tourneaux inicialmente culpou o fato de ter sido rotulado como um prostituto gay por sua incapacidade de receber papéis que valessem a pena, afirmando em uma entrevista de 1973: "Boys foi o beijo da morte para mim". Na antologia de 1978, Quentin Crisp's Book of Quotations, La Tourneaux comparou sua carreira a de outro ator gay, dizendo: "Charles Laughton desempenhou todo tipo de papel, mas nunca foi homossexual. As pessoas sabiam que ele era gay, mas sua imagem pública [que incluía uma esposa] nunca traiu sua realidade pública. Então ele estava seguro. Eu não estava seguro."
Incapaz de garantir um trabalho como ator, La Tourneaux começou a modelar nu em revistas masculinas gays e, em 1978, atuou nu em um show de cabaré individual no Ramrod, um teatro de Nova Iorque que exibia filmes de pornografia gay. Ele acabou se tornando um prostituto.
La Tourneaux também deu uma entrevista a uma revista gay nomeando seus famosos amantes bissexuais casados e enrustidos, alegando que um deles era o ator vencedor do Óscar Christopher Walken. Ele também acusou Walken de ter um caso com outro ator casado, Robert Wagner, na noite da morte inexplicável da atriz Natalie Wood (esposa de Wagner).
Em 1983, La Tourneaux foi preso por agressão após tentar extorquir dinheiro de um cliente e foi encarcerado na prisão de Rikers Island. Enquanto estava na prisão, La Torneaux tentou o suicídio.
No início da década de 1980, La Tourneaux desenvolveu AIDS e recebeu cobertura noticiosa quando procurou canais legais para evitar ser despejado de seu apartamento quando seu senhorio se opôs à presença de seu cuidador residente. La Tourneaux ganhou o processo judicial, mas morreu no Metropolitan Hospital em 3 de junho de 1986. O co-estrela de Boys, Cliff Gorman, e sua esposa cuidaram dele durante sua doença e até sua morte. Ele foi enterrado no Rosedale and Rosehill Cemetery em Linden, Nova Jérsei.

## Filmografia
- The Doctors (1963, série de TV) - Mike Powers (1967)
- Illya Darling (produção da Broadway de 1967)
- The Boys in the Band (peça de 1968) - Cowboy Tex
- The Boys in the Band (1970, filme) - Cowboy Tex
- Von Richthofen and Brown (1971, filme) - Ernest Udet
- Pilgrimage (1972, filme) - Peter
- O Mercador de Veneza (produção da Broadway de 1973)
- Enemies (1974, Telefilme) - Oficial (última aparição na televisão)